# Aleksandr Privalov
Aleksandr Vasil'evič Privalov (in russo Александр Васильевич Привалов?; 6 agosto 1933 – 19 maggio 2021) è stato un biatleta sovietico.

## Palmarès

### Olimpiadi invernali
- Bronzo a Squaw Valley 1960 nei 20 km individuale.
- Argento a Innsbruck 1964 nei 20 km individuale.

### Mondiali
- Argento a Umeå 1961 nella gara a squadre.
- Argento a Umeå 1961 nella gara individuale.